# Apseudella typica
Apseudella typica är en kräftdjursart som beskrevs av Lang 1968. Apseudella typica ingår i släktet Apseudella och familjen Apseudellidae. Inga underarter finns listade i Catalogue of Life.